# Daniel Rosenbichler
Daniel Rosenbichler (* 10. Juli 1995 in Neunkirchen) ist ein österreichischer Fußballspieler.

## Karriere
Rosenbichler begann seine Karriere bei der USV Kirchberg/Wechsel, danach spielte er beim SVSF Pottschach. 2010 wechselte er in die Akademie des FC Admira Wacker Mödling. Sein Profidebüt gab er in der zweiten Runde des ÖFB-Cups 2014/15 gegen den SC Wiener Neustadt. 2015 wurde er an den Zweitligisten FC Wacker Innsbruck verliehen. Nach dem Ende der Leihe kehrte er zu den Amateuren der Admira zurück.
Zur Saison 2017/18 wechselte er zum Zweitligisten Kapfenberger SV. Nach zwei Jahren bei der KSV wechselte er zur Saison 2019/20 zum Ligakonkurrenten SV Lafnitz. In eineinhalb Jahren in Lafnitz kam er zu 17 Zweitligaeinsätzen.
Im Jänner 2021 wechselte Rosenbichler zum Regionalligisten SV Stripfing. Für Stripfing kam er insgesamt zu 21 Einsätzen in der Ostliga. Zur Saison 2022/23 wechselte er zum Zweitligisten SKU Amstetten, bei dem er einen bis Juni 2024 laufenden Vertrag erhielt. Für Amstetten absolvierte er insgesamt 20 Zweitligapartien.
Zur Saison 2024/25 wechselte Rosenbichler zum Regionalligisten SV Gloggnitz.